# Udinese Calcio 1980-1981
Questa voce raccoglie le informazioni riguardanti l'Udinese Calcio nelle competizioni ufficiali della stagione 1980-1981.

## Stagione
Le decisioni della giustizia sportiva sullo scandalo scommesse, permettono all'Udinese di ripresentarsi nel campionato di Serie A. Questa è l'ultima delle cinque stagioni di Teofilo Sanson alla guida della squadra friulana. Con la riapertura agli stranieri, uno per squadra, arriva a Udine il tedesco Herbert Neumann dal Colonia.
Si parte con Marino Perani in panchina, ma dopo tre giornate viene a sorpresa sostituito, provvisoriamente da Enzo Ferrari e poi definitivamente da Gustavo Giagnoni. La squadra bianconera non ingrana e resta costantemente in lotta per salvarsi, così anche il tecnico sardo salta e viene richiamato Ferrari; il tecnico di San Donà riesce a ricomporre la situazione e a portare l'Udinese a una sofferta salvezza. Tutto si decide nell'ultima giornata, battendo 2-1 il Napoli al "Friuli", con una rete di Manuel Gerolin a tre minuti dal termine della partita. Sanson si congeda così da Udine nel migliore dei modi, mantenendo la massima categoria.
Nella Coppa Italia la squadra friulana viene eliminata nella fase a gironi disputatasi nel precampionato, chiudendo il proprio raggruppamento alle spalle della Juventus promossa ai quarti di finale. La squadra "Primavera" dell'Udinese regala una grande soddisfazione in questa stagione, ottenendo per la prima volta il titolo di campione d'Italia di categoria, avendo la meglio dei pari età della Roma nella doppia finale: 2-0 a Udine e 0-1 a Roma.

## Rosa
| N. |                   | Ruolo | Calciatore         |
| -- | ----------------- | ----- | ------------------ |
|    | Italia (bandiera) | P     | Carlo Della Corna  |
|    | Italia (bandiera) | P     | Andrea Pazzagli    |
|    | Italia (bandiera) | D     | Fulvio Fellet      |
|    | Italia (bandiera) | D     | Luciano Miani      |
|    | Italia (bandiera) | D     | Attilio Tesser     |
|    | Italia (bandiera) | D     | Pasquale Fanesi    |
|    | Italia (bandiera) | D     | Marco Billia       |
|    | Italia (bandiera) | D     | Guglielmo Bacci    |
|    | Italia (bandiera) | D     | Riccardo Maritozzi |
|    | Italia (bandiera) | D     | Domenico Macuglia  |
|    | Italia (bandiera) | C     | Livio Pin          |
|    | Italia (bandiera) | C     | Sergio Vriz        |
|    | Italia (bandiera) | C     | Manuel Gerolin     |
|    | Italia (bandiera) | C     | Paolo Miano        |

| N. |                     | Ruolo | Calciatore            |
| -- | ------------------- | ----- | --------------------- |
|    | Italia (bandiera)   | C     | Ciro Bilardi          |
|    | Italia (bandiera)   | C     | Giorgio Papais        |
|    | Italia (bandiera)   | C     | Claudio Bencina       |
|    | Italia (bandiera)   | C     | Giovanni Sgarbossa    |
|    | Italia (bandiera)   | C     | Claudio Vagheggi      |
|    | Italia (bandiera)   | C     | Antonio Elia Acerbis  |
|    | Italia (bandiera)   | C     | Valentino Leonarduzzi |
|    | Italia (bandiera)   | C     | Giovanni Koetting     |
|    | Germania (bandiera) | A     | Herbert Neumann       |
|    | Italia (bandiera)   | A     | Nicola Zanone         |
|    | Italia (bandiera)   | A     | Loris Pradella        |
|    | Italia (bandiera)   | A     | Giordano Cinquetti    |
|    | Italia (bandiera)   | A     | Gianfranco Cinello    |

## Risultati

### Serie A

#### Girone di andata
| Arbitro: | D'Elia (Salerno) |

|  |           |                                                |
|  | Marcatori | 13’ Pasinato 28’ Bini 54’ Muraro 73’ Altobelli |

| Arbitro: | Lanese (Messina) |

|               |           |             |
| Benedetti 75’ | Marcatori | 87’ Acerbis |

| Arbitro: | Lattanzi (Roma) |

|         |           |               |
| Pin 15’ | Marcatori | 9’ D. Tacconi |

| Udine 5 ottobre 1980 4ª giornata | Udinese       | 0 – 0 | Fiorentina | Stadio Friuli\| Arbitro: \| Longhi (Roma) \| |
| Arbitro:                         | Longhi (Roma) |       |            |                                              |

| Arbitro: | Paparesta (Bari) |

|                                    |           |  |
| Mandressi 35’ Nicoletti 59’ (rig.) | Marcatori |  |

| Arbitro: | Lops (Torino) |

|              |           |           |
| Pradella 85’ | Marcatori | 58’ Enéas |

| Arbitro: | Lo Bello (Siracusa) |

|                 |           |  |
| Moro 48’ (rig.) | Marcatori |  |

| Arbitro: | Menegali (Roma) |

|                    |           |           |
| Pin 61’ Tesser 76’ | Marcatori | 1’ Borghi |

| Arbitro: | Lops (Torino) |

|                             |           |            |
| Pruzzo 28’, 34’ (rig.), 79’ | Marcatori | 38’ Zanone |

| Arbitro: | Pieri (Genova) |

|                                                      |           |                                              |
| Pin 16’ Pradella 49’ Vriz 51’ Zanone 84’, 90’ (rig.) | Marcatori | 19’ Ugolotti 29’, 86’ Juary 59’ (aut.) Miani |

| Arbitro: | Ballerini (La Spezia) |

|                                                        |           |  |
| Brady 11’ Causio 45’ Bettega 56’ (rig.) Marocchino 83’ | Marcatori |  |

| Udine 28 dicembre 1980 12ª giornata | Udinese          | 0 – 0 | Brescia | Stadio Friuli\| Arbitro: \| Paparesta (Bari) \| |
| Arbitro:                            | Paparesta (Bari) |       |         |                                                 |

| Arbitro: | Longhi (Roma) |

|                     |           |           |
| Selvaggi 69’ (rig.) | Marcatori | 35’ Miani |

| Udine 25 gennaio 1981 14ª giornata | Udinese          | 0 – 0 | Torino | Stadio Friuli\| Arbitro: \| Benedetti (Roma) \| |
| Arbitro:                           | Benedetti (Roma) |       |        |                                                 |

| Arbitro: | Lattanzi (Roma) |

|              |           |  |
| Guidetti 65’ | Marcatori |  |

#### Girone di ritorno
| Arbitro: | Lops (Torino) |

|                           |           |  |
| Prohaska 8’ Altobelli 38’ | Marcatori |  |

| Arbitro: | Michelotti (Parma) |

|             |           |  |
| Neumann 42’ | Marcatori |  |

| Arbitro: | Menegali (Roma) |

|                  |           |                       |
| Bagni 77’ (rig.) | Marcatori | 17’ Tesser 59’ Zanone |

| Arbitro: | Pieri (Genova) |

|               |           |             |
| Antognoni 77’ | Marcatori | 84’ Gerolin |

| Arbitro: | Lattanzi (Roma) |

|                 |           |  |
| Zanone 15’, 69’ | Marcatori |  |

| Arbitro: | D'Elia (Salerno) |

|             |           |  |
| Pileggi 25’ | Marcatori |  |

| Udine 22 marzo 1981 22ª giornata | Udinese            | 0 – 0 | Ascoli | Stadio Friuli\| Arbitro: \| Michelotti (Parma) \| |
| Arbitro:                         | Michelotti (Parma) |       |        |                                                   |

| Arbitro: | Redini (Pisa) |

|                  |           |                   |
| Palanca 43’, 71’ | Marcatori | 49’ (rig.) Zanone |

| Arbitro: | Pieri (Genova) |

|  |           |                       |
|  | Marcatori | 23’ Pruzzo 66’ Falcao |

| Avellino 12 aprile 1981 25ª giornata | Avellino        | 0 – 0 | Udinese | Stadio Partenio\| Arbitro: \| Menegali (Roma) \| |
| Arbitro:                             | Menegali (Roma) |       |         |                                                  |

| Arbitro: | Redini (Pisa) |

|  |           |                             |
|  | Marcatori | 34’ Marocchino 43’ Tardelli |

| Arbitro: | Menegali (Roma) |

|                  |           |           |
| Miano 74’ (aut.) | Marcatori | 61’ Miani |

| Arbitro: | Ciulli (Roma) |

|                               |           |                                    |
| Gerolin 66’ Zanone 76’ (rig.) | Marcatori | 40’ Quagliozzi 89’ (rig.) Selvaggi |

| Torino 17 maggio 1981 29ª giornata | Torino            | 0 – 0 | Udinese | Stadio Comunale\| Arbitro: \| Bergamo (Livorno) \| |
| Arbitro:                           | Bergamo (Livorno) |       |         |                                                    |

| Arbitro: | Pieri (Genova) |

|                      |           |                   |
| Vriz 54’ Gerolin 87’ | Marcatori | 19’ C. Pellegrini |

### Coppa Italia

#### Primo turno
| Arbitro: | Longhi (Roma) |

|                         |           |                  |
| Tesser 52’ Pradella 59’ | Marcatori | 75’, 78’ Bettega |

| Genova 24 agosto 1980, ore CEST 2ª giornata | Genoa         | 0 – 0 | Udinese | Stadio Luigi Ferraris\| Arbitro: \| Lops (Torino) \| |
| Arbitro:                                    | Lops (Torino) |       |         |                                                      |

| Arbitro: | Lombardo (Marsala) |

|                            |           |  |
| Sgarbossa 54’ Pradella 83’ | Marcatori |  |

| Arbitro: | Menegali (Roma) |

|                    |           |           |
| Iachini 69’ (rig.) | Marcatori | 9’ Tesser |

| 7 settembre 1980 5ª giornata |  | – Riposo |  |  |

## Statistiche[1][2]

### Statistiche dei giocatori
| Giocatore      | Serie A  | Serie A | Serie A     | Serie A    |
| Giocatore      | Presenze | Reti    | Ammonizioni | Espulsioni |
| -------------- | -------- | ------- | ----------- | ---------- |
| A. Acerbis     | 2        | 1       | 0           | 0          |
| G. Bacci       | 18       | 0       | 0           | 0          |
| C. Bencina     | 5        | 0       | 0           | 0          |
| C. Bilardi     | 5        | 0       | 0           | 0          |
| M. Billia      | 21       | 0       | 0           | 0          |
| G. Cinello     | 7        | 0       | 0           | 0          |
| G. Cinquetti   | 15       | 0       | 0           | 0          |
| C. Della Corna | 29       | -33     | 0           | 0          |
| P. Fanesi      | 21       | 0       | 0           | 0          |
| F. Fellet      | 29       | 0       | 0           | 0          |
| M. Gerolin     | 16       | 3       | 0           | 0          |
| G. Koetting    | 2        | 0       | 0           | 0          |
| V. Leonarduzzi | 2        | 0       | 0           | 0          |
| D. Macuglia    | 1        | 0       | 0           | 0          |
| R. Maritozzi   | 15       | 0       | 0           | 0          |
| L. Miani       | 26       | 2       | 0           | 0          |
| P. Miano       | 14       | 0       | 0           | 0          |
| H. Neumann     | 25       | 1       | 0           | 0          |
| G. Papais      | 5        | 0       | 0           | 0          |
| A. Pazzagli    | 2        | -6      | 0           | 0          |
| L. Pin         | 26       | 3       | 0           | 0          |
| L. Pradella    | 17       | 2       | 0           | 0          |
| G. Sgarbossa   | 3        | 0       | 0           | 0          |
| A. Tesser      | 26       | 2       | 0           | 0          |
| C. Vagheggi    | 3        | 0       | 0           | 0          |
| S. Vriz        | 23       | 2       | 0           | 0          |
| N. Zanone      | 24       | 8       | 0           | 0          |